# William Stein
William Howard Stein (New York, 25 giugno 1911 – New York, 2 febbraio 1980) è stato un biochimico statunitense.

## Biografia
Laureatosi in chimica nel 1933 all'Università di Harvard, Stein si interessò inizialmente alla chimica organica, conseguendo successivamente il dottorato in biochimica alla Columbia University nel 1937 con una tesi sulla determinazione degli amminoacidi che costituiscono la proteina elastina. Sotto la direzione di Max Bergmann e all'interno di un gruppo della Università Rockefeller comprendente anche Stanford Moore, Stein iniziò a investigare nel campo delle proteine e in particolare riguardo alla loro analisi e struttura. 
Nel 1936 sposò Phoebe Hockstader, dalla quale ebbe tre figli.

## Attività scientifica
Insieme con Moore, Stein determinò in modo completo la struttura della ribonucleasi osservando la sequenza naturale degli amminoacidi che costituiscono la molecola. Questa fu la prima volta che la struttura di un enzima venne chiarita definitivamente.
Per il loro lavoro sulla ribonucleasi Stanford Moore e William H. Stein vinsero il premio Nobel per la chimica nel 1972, in particolare per la connessione tra la sequenza di amminoacidi e la conformazione biologicamente attiva. L'altra metà del premio fu assegnata a Christian B. Anfinsen per il suo lavoro indipendente sulla ribonucleasi.